# 珍妮·奈斯特伦
珍妮·奈斯特伦（瑞典語：Jenny Nyström，1994年2月2日—），芬蘭女子羽毛球運動員。

## 簡歷
珍妮·奈斯特伦自6歲起就開始與家人打羽毛球，及至9歲時開始參加比賽，12歲時就與玛蒂尔达·林霍尔姆合作贏得19歲以下級別的全國錦標賽女雙冠軍。及至2010年，16歲的奈斯特伦出戰芬蘭公開賽，首次參加成人級別的國際賽事就拿得了女子雙打亞軍。

## 主要比賽成績
只列出曾進入準決賽的國際賽事成績：
| 年份   | 賽事                   | 公開賽級別 | 項目     | 拍檔              | 成績   |
| ------ | ---------------------- | ---------- | -------- | ----------------- | ------ |
| 2010年 | 芬蘭羽毛球公開賽       | 國際挑戰賽 | 女子雙打 | 玛蒂尔达·林霍尔姆 | 亞軍   |
| 2011年 | 斯洛文尼亞羽毛球國際賽 | 國際系列賽 | 女子雙打 | 艾里·米凯拉       | 亞軍   |
| 2013年 | 愛沙尼亞羽毛球國際賽   | 國際系列賽 | 混合雙打 | 安东·凯斯提       | 冠軍   |
| 2013年 | 愛爾蘭羽毛球未來系列賽 | 未來系列賽 | 女子雙打 | 索尼娅·佩科拉     | 準決賽 |
| 2013年 | 愛爾蘭羽毛球未來系列賽 | 未來系列賽 | 混合雙打 | 安东·凯斯提       | 冠軍   |
| 2013年 | 匈牙利羽毛球國際賽     | 國際系列賽 | 混合雙打 | 安东·凯斯提       | 準決賽 |
| 2014年 | 愛沙尼亞羽毛球國際賽   | 國際系列賽 | 混合雙打 | 安东·凯斯提       | 準決賽 |
| 2014年 | 芬蘭羽毛球國際賽       | 國際系列賽 | 女子雙打 | 玛蒂尔达·林霍尔姆 | 準決賽 |
| 2015年 | 希臘羽毛球國際賽       | 國際系列賽 | 女子雙打 | 玛蒂尔达·林霍尔姆 | 亞軍   |
| 2015年 | 斯洛伐克羽毛球公開賽   | 未來系列賽 | 女子雙打 | 索尼娅·佩科拉     | 準決賽 |
| 2015年 | 斯洛伐克羽毛球公開賽   | 未來系列賽 | 混合雙打 | 亨利·阿尼奥       | 準決賽 |
| 2015年 | 波蘭羽毛球國際賽       | 國際系列賽 | 混合雙打 | 安东·凯斯提       | 準決賽 |
| 2016年 | 愛沙尼亞羽毛球國際賽   | 國際系列賽 | 女子雙打 | 索尼娅·佩科拉     | 準決賽 |
| 2016年 | 葡萄牙羽毛球國際賽     | 國際系列賽 | 女子雙打 | 玛蒂尔达·林霍尔姆 | 準決賽 |
| 2016年 | 希臘羽毛球公開賽       | 國際系列賽 | 女子雙打 | 索尼娅·佩科拉     | 冠軍   |
| 2016年 | 希臘羽毛球公開賽       | 國際系列賽 | 混合雙打 | 亨利·阿尼奥       | 亞軍   |
| 2016年 | 斯洛文尼亞羽毛球國際賽 | 國際系列賽 | 女子雙打 | 玛蒂尔达·林霍尔姆 | 準決賽 |
| 2016年 | 挪威羽毛球國際賽       | 國際系列賽 | 混合雙打 | 安东·凯斯提       | 冠軍   |
| 2016年 | 芬蘭羽毛球國際賽       | 國際系列賽 | 混合雙打 | 安东·凯斯提       | 冠軍   |
| 2017年 | 葡萄牙羽毛球國際賽     | 國際系列賽 | 混合雙打 | 安东·凯斯提       | 冠軍   |
| 2017年 | 荷蘭羽毛球國際賽       | 國際系列賽 | 混合雙打 | 安东·凯斯提       | 冠軍   |
| 2018年 | 白夜羽毛球賽           | 國際挑戰賽 | 混合雙打 | 伊卡·海诺         | 準決賽 |

| 2007-2017年 | 首要超級賽 | 超級賽 | 黃金大獎賽 | 大獎賽 | 國際挑戰賽 | 國際系列賽 | 未來系列賽 | 其他 |

| 2018-2026年 | 總決賽 | 超級1000賽 | 超級750賽 | 超級500賽 | 超級300賽 | 超級100賽 | 國際挑戰賽 | 國際系列賽 | 未來系列賽 | 其他 |

### 奧運會和世錦賽參賽紀錄
|          | 搭檔              | 2015        | 2016 | 2017 |
| -------- | ----------------- | ----------- | ---- | ---- |
| 女子雙打 | 玛蒂尔达·林霍尔姆 | 48強 (退賽) | －   | －   |
| 女子雙打 | 索尼娅·佩科拉     | －          | －   | 48強 |
|          |                   |             |      |      |
| 混合雙打 | 安东·凯斯提       | －          | －   | 48強 |